# Julie Bernard
Julie Bernard (ur. 24 lutego 1980 roku) – belgijska aktorka.

## Życiorys
W wieku 22 lat zdecydowała się przeprowadzić z Belgii do Paryża. W 2011 zagrała we francuskim przeboju kinowym Nic do oclenia, w którym zagrała główną rolę żeńską u boku Dany'ego Boona.

## Wybrana filmografia
- 2011: Nic do oclenia (Rien à déclarer) jako Louise Vandevoorde
- 2014: Yves Saint Laurent jako dziennikarka na konferencji Diora